# Чавловиця
Чавловиця (хорв. Čavlovica) — населений пункт у Хорватії, в Сисацько-Мославинській жупанії у складі громади Двор.

## Населення
Населення за даними перепису 2011 року становило 2 осіб.
Динаміка чисельності населення поселення:

## Клімат
Середня річна температура становить 10,51 °C, середня максимальна – 24,58 °C, а середня мінімальна – -5,58 °C. Середня річна кількість опадів – 1143 мм.
| Клімат поселення                              | Клімат поселення | Клімат поселення | Клімат поселення | Клімат поселення | Клімат поселення | Клімат поселення | Клімат поселення | Клімат поселення | Клімат поселення | Клімат поселення | Клімат поселення | Клімат поселення | Клімат поселення |
| Показник                                      | Січ.             | Лют.             | Бер.             | Квіт.            | Трав.            | Черв.            | Лип.             | Серп.            | Вер.             | Жовт.            | Лист.            | Груд.            |                  |
| Середній максимум, °C                         | 7,56             | 8,76             | 12,93            | 16,83            | 21,38            | 24,58            | 23,34            | 22,84            | 19,38            | 14,85            | 9,12             | 5,28             |                  |
| Середня температура, °C                       | 0,98             | 2,16             | 6,35             | 10,25            | 14,80            | 18,00            | 19,80            | 19,31            | 15,82            | 11,31            | 5,57             | 1,73             |                  |
| Середній мінімум, °C                          | −5,58            | −4,41            | −0,23            | 3,68             | 8,22             | 11,42            | 16,25            | 15,75            | 12,27            | 7,76             | 2,02             | −1,81            |                  |
| Норма опадів, мм                              | 71               | 72               | 82               | 98               | 98               | 104              | 99               | 97               | 104              | 107              | 118              | 93               |                  |
| Середньомісячна швидкість вітру, м/с          | 1.65             | 1.76             | 2.14             | 2.05             | 1.88             | 1.70             | 1.65             | 1.55             | 1.55             | 1.65             | 1.70             | 1.75             |                  |
| Середньомісячна сонячна радіація, кДж/м²·день | 4383             | 7130             | 10730            | 15135            | 19271            | 21309            | 22502            | 19557            | 14476            | 9233             | 4864             | 3624             |                  |
| --------------------------------------------- | ---------------- | ---------------- | ---------------- | ---------------- | ---------------- | ---------------- | ---------------- | ---------------- | ---------------- | ---------------- | ---------------- | ---------------- | ---------------- |
| Джерело:                                      |                  |                  |                  |                  |                  |                  |                  |                  |                  |                  |                  |                  |                  |